# Huang Yueying
Huang Yueying (chinesisch 黄月英, Pinyin Huáng Yùeyīng; † 234) war die Tochter Huang Chengyans (黃承彥) und die Gemahlin des berühmten Shu-Strategen Zhuge Liang. Ihr Vater war ein bekannter Gelehrter aus der Longzhong-Kommandantur, der später der Wu-Dynastie diente und dem Oberbefehlshaber Lu Xun bei der Schlacht von Yiling half, durch die Steinkrieger-Formation zu gelangen.
Huang Yueying galt als sehr begabt. Um die Männer dazu zu bringen, sie für ihre Fähigkeiten und nicht für ihr Aussehen zu bewundern, ließ sie das Gerücht verbreiten, dass sie recht unattraktiv sei. Der einzige Mann, der ihr daraufhin den Hof machte, war Zhuge Liang. Er nahm sie 197 zur Frau, noch bevor er sich Liu Bei anschloss. Es ist bemerkenswert, dass Zhuge Liang in seinem ganzen Leben keine andere Gemahlinnen oder Konkubinen hatte, obwohl dies bei mächtigen Männern seiner Zeit üblich war. 
Huang Yueying gebar Zhuge Liang einen Sohn, Zhuge Zhan. Außerdem war sie die Stiefmutter Zhuge Qiaos, den Zhuge Liang adoptiert hatte. Nach Zhuge Liangs Tod kurz vor der Schlacht auf der Wu-Zhang-Ebene starb auch sie.
| Personendaten    | Personendaten                      |
| ---------------- | ---------------------------------- |
| NAME             | Huang Yueying                      |
| KURZBESCHREIBUNG | Gemahlin des Strategen Zhuge Liang |
| GEBURTSDATUM     | 2. Jahrhundert                     |
| GEBURTSORT       | Longzhong-Kommandantur, China      |
| STERBEDATUM      | 234                                |